# 片山知的
片山 知的（かたやま ちてき、生年不詳 - 嘉永3年（1850年）頃）は、江戸時代の山形藩士で囲碁棋士。秋元但馬守家臣で、安井知得仙知門下、六段。
江戸詰めで浜町に住し、文化13年（1816年）に四段に進み、後六段となる。長坂猪之助、関山仙太夫とともに武家三強とも呼ばれる。
打碁は約50局、奥貫智策と12局、佐藤源次郎と13局などが残されている。文化4〜6年に知得に二子で数局、文化9年に三段で井上幻庵因碩（服部立徹）に向先、文政3年（1820年）に同じく因碩（井上安節）に五世井上因碩追悼碁会での先相先先番がある。

## 注
1. ↑  　『坐隠談叢』には、出雲の人で本姓鈴木との記述もある。